# Julije De Luca
Julije De Luca (Ilok, 31. siječnja 1929. – Zagreb, 10. studenog 2005.), hrvatski arhitekt.

## Životopis
Arhitekt Julije De Luca rodio se 31. siječnja 1929. u Iloku. Diplomirao je 1954. na Tehničkom fakultetu u Zagrebu. Od 1957. do 1961. suradnik je glasovite Majstorske radionice arhitekta Drage Iblera. Kreativan uzmah doživjet će tijekom šezdesetih i sedamdesetih godina prošloga stoljeća kada nastaju njegova najznačajnija ostvarenja koja će predstavljati evolutivan korak hrvatske arhitekture od funkcionalizma pedesetih ka tzv. arhitekturi kritičkog regionalizma. De Luca je s arhitektima Andrijom Mutnjakovićem, Radovanom Delalleom i Igorom Emilijem pokrenuo u hrvatskoj arhitekturi proces, kako će pisati Antoaneta Pasinović,
"regionalizacije arhitektonskog izraza, koja bi suvremeno hrvatsko graditeljstvo izvela iz univerzalističkog steriliteta, dovodeći ga na nivo nacionalnog prostornog izraza u najboljem značenju, dakle na nivo prostornih vrijednosti osamostaljenih arhitektonskih sredina kao što su brazilska, japanska ili skandinavska, a koje su već godinama kao nacionalni graditeljski izrazi na vrhu svjetske arhitekture u cjelini“. U tom kontekstu De Luca će osobito biti privržen specifičnom prostorno- graditeljskom iskustvu jadranske urbane forme s kojom će u usklađenom dijalogu uklapanja novog u staro oblikovati svoju arhitekturu. Osobit De Lucin doprinos je na području turističke arhitekture, koja će tematski postati izuzetno aktualna tijekom šezdesetih i sedamdesetih godina. Na tom području De Luca će ostvariti čitav niz značajnih objekata, poput primjerice hotela “Maestral” u Brelima (sa suradnicima A. Rožićem, M. Salajem i B. Bernardijem, 1965.), te porečkih hotela „Neptun (1968.), „Lanterna“ (1969.)  „Kristal“ (1970.), „Dijamant“ (1975.) i „Pical“ (1979.).
U kontekstu povijesti hrvatske arhitekture 20. stoljeća porečki hotel „Neptun“ antologijsko je ostvarenje. Njime De Luca razvija koncept, kako će ga nazvati Vladimir Maleković, “integracije”, u postojeću gradsku strukturu, a ne samo puke interpolacije. Važno je istaknuti da De Luca tim konceptom ne teži da od novoizgrađenog objekta stvori “dominirajuću točku u vizuri porečke južne obale”, već da ga pomnom artikulacijom glavnog pročelja (uvlačenjem i iskoračivanjima tlocrtne linije) te uvažavanjem karakteristika zatečena ambijenta skladno poveže s okolnim prostorom, dakako uz snažan osobni pečat- riječju, od pejzažnosti plastičke vizije, preko urbarhitektonskog koncepta prostornih oblika do detalja u interijeru (A. Pasinović). Ovaj koncept De Luca će razraditi interpolacijom hotela “Internacional” unutar povijesne jezgre Raba (1972.). 'Da interpoliranje novogradnje nije samo pitanje znanja nego i pitanje prostorne intuicije posvjedočio je De Luca upravo u arhitektonskim idejama ostvarenim u “Internacionalu”. U dijalogu novoga i starog De Luca u gradskoj vizuri uspješno oblikuje organičku strukturu mediteranskog grada dinamičkim gomilanjem hotelskih volumena uz rekonstruirani medijavalni zid kojim je istovremeno integrirao i strukturu gradske rive.
Ne manje prostorno zahtjevan De Lucin je „Poslovni centar u Vinkovcima (natječaj 1977. – 1. nagrada, realizacija 1980.). Kao i na prethodnim primjerima, umjesto jedinstvenog volumena De Luca i kod vinkovačkog „Poslovnog centra“ dinamički niže nekoliko volumena koji se dosljednom uporabom pojedinim morfoloških motiva (lukova i prozora) organički stapaju s zatečenom urbanom strukturom.
Od ostalih De Lucinih ostvarenja izdvojimo još stambeno naselje „Kijac“ u Njivcama na otoku Krku (natječaj 1979. – 1. nagrada, realizacija 1982.), hotel „Belvedere“ u Svetom Jakovu u Dubrovniku (natječaj 1983. – 1. nagrada,  realizacija 1984.) te među posljednjim ostvarenjima stambenu zgradu u Medvedgradskoj ulici u Zagrebu.
Među inim De Luca je sudjelovao i na natječajima za uređenje robne kuće „Nama“ u Zagrebu (1956. s A. Mutnjakovićem, 1. nagrada), za hotelski kompleks u Cavtatu (1959., 1. nagrada) i za dubrovački hotel „Libertas“ (1968., 2. nagrada).
Na međunarodnom planu De Luca će doživjeti uspješan nastup na Svjetskom bijenalu arhitekture u São Paulu (1973.), kada mu je za porečki hotel „Kristal“ dodijeljena počasna diploma. Od ostalih nagrada i odličja izdvojimo Nagradu grada Zagreba (1965.), te republičku i saveznu nagradu „Borba“ (1970.) koju će 1991. povodom srpskog napada na hrvatsku vratiti. Godine 1991. dodijeljena mu je Nagrada za životno djelo „Viktor Kovačić“, a 2002. Nagrada za životno djelo „Vladimir Nazor“. “Njegov namjeran i vidljiv otklon od načina izgradnje šezdesetih godina”, pisat će u obrazloženju nagrade, “osobito u osjetljivom odnosu prema arhitektonskoj i urbanoj baštini rezultirao je novim senzibilitetom i vrednovanjem konteksta u kojem se gradi”. 
Kako će pisati Antoaneta Pasinović u katalogu samostalne De Lucine izložbe (Zagreb, 1970.),
„Problematiku uklapanja novog u staro De Luca rješava jednom atraktivnom, gotovo znanstvenom, perfekcijom. Discipliniravši oblikovnu izražajnost objekta do maksimalne podređenosti urbanističkom duhu i okvirima starih aglomeracija Poreča i Raba, De Luca je pokazao suverenost i mogućnost ulaska modernih koncepata u ta i takva urbanomorfna tkiva. S dostojnim respektom oblikovao je arhitekturu koja se stapa sa silhuetom grada, pokazavši u detalju i interijeru mogućnosti za primjerenu nadgradnju i upotpunjavanje postojećih ambijenata. Revaloriziravši temu gradskog hotela De Luca je pokazao oblikovnu zrelost kreatora koji je podređenošću postojećem ambijentu znao taj ambijent kontinuirati u novu, posve suvremenu arhitektonsku vrijednost“.

## Vanjske poveznice
- De Luca, Julije Hrvatska tehnička enciklopedija, portal hrvatske tehničke baštine. LZMK